# 大黒ふ頭出入口
大黒ふ頭出入口（だいこくふとうでいりぐち）は、神奈川県横浜市鶴見区にある首都高速道路湾岸線及び神奈川5号大黒線の出入口である。大黒JCTに接続している。
神奈川県警察高速道路交通警察隊の大黒分駐所が併設されている。

## 周辺
- 大黒ふ頭
- 大黒ふ頭中央公園

## 隣
首都高速湾岸線
本牧JCT（幸浦方面と接続） - (B07B)本牧ふ頭出入口 - 本牧JCT（東京方面と接続） - 横浜ベイブリッジ - 大黒JCT/(B08,B09)大黒ふ頭出入口/大黒PA - 鶴見つばさ橋 - (B10, B11)東扇島出入口
首都高速神奈川5号大黒線
大黒JCT/(551)大黒ふ頭出入口/大黒PA - 生麦JCT